# Microsyngrapha
Microsyngrapha is een geslacht van motten van de Noctuidae familie.